# Сава Максић
Сава Максић (Ковиљ,10. јун 1937) је аустралијски авантуриста српског порекла, ловац на крокодиле, продавац уметнина и аутор. У сарадњи са Сашом Јовановићем у Србији је објављена његова аутобиографија „Српски господар крокодила”. Има троје деце. Поред Аустралије ловио је крокодиле и на Папуи Новој Гвинеји где је добио повељу заслужног грађанина. 2015. после више деценија посетио је Нови Сад и Ковиљ.

## Књижевни рад
- Примитивна уметност Нове Гвинеје - басен реке Сепик (1973) Сава Максић и Пол Мескил
- Српски господар крокодила (2015, Зелено питање) Сава Максић и Саша Јовановић[5]